# Guilligomarc’h
Guilligomarc’h település Franciaországban, Finistère megyében. Lakosainak száma 804 fő (2022. január 1.). Guilligomarc’h Berné, Meslan, Plouay, Arzano, Locunolé és Querrien községekkel határos.

## Népesség
A település népességének változása:
| Lakosok száma | 666  | 569  | 520  | 650  | 742  | 757  | 778  | 783  | 790  | 804  |
|               | 1968 | 1982 | 1990 | 2006 | 2013 | 2015 | 2017 | 2019 | 2020 | 2022 |